# Rubus yanyunii
Rubus yanyunii là loài thực vật có hoa trong họ Hoa hồng. Loài này được Y.T. Chang & L.Y. Chen miêu tả khoa học đầu tiên năm 1995.